# Shawinigan Engineering Limited
La société Shawinigan Engineering Limited est une société québécoise fondée en 1919 œuvrant dans le génie civil et l'énergie. Elle est une filiale de la Shawinigan Water and Power Company et devient une compagnie internationale qui exporte son savoir-faire aux États-Unis, en Angleterre et plus tard ailleurs dans le monde.